# Аксай (приток Каскелена)
Аксай (каз. Ақсай) — река в Алматинской области Казахстана, правый приток реки Каскелен, берёт начало в ледниках Заилийского Алатау. Длина 70 км, площадь водосбора 566 км². Бассейн реки расположен в различных ландшафтных зонах — горной и горно-равнинной. Ширина долины у села Аксай 8 м, средняя глубина — 0,2—0,7 м, наибольшая — 1,2 м. Среднегодовой расход воды 3,63 м³/с. Река и её притоки селеопасны. Наиболее крупные селевые потоки наблюдались в 1921 году (расход 307 м³/с) и в 1960 году (расход воды 34,1 м³/с). Воды реки в советское время использовались для орошения и нужд сельского хозяйства. На берегах расположены бывшие совхозы: «Жана турмыс», «имени Абая», «Путь Ильича» и другие.

## Притоки
Основными притоками реки являются:
- Левый Аксай
- Тастыбулак
- Ойжайлау
- Кыргаулды